# Усадьба В. В. Бердиниковой
Усадьба В. В. Бердиниковой — памятник градостроительства и архитектуры в историческом центре Нижнего Новгорода. Главный дом построен в 1846 году. Авторы проектов зданий неизвестны.
Усадьба является неотъемлемым элементом района улиц Студёной, Славянской, Короленко и Новой — уникального заповедного места, с сохранившейся городской деревянной застройкой второй половины XIX — начала XX веков. Представляет собой образец деревянной и каменно-деревянной архитектуры Нижнего Новгорода. 
В комплекс бывшей усадьбы входят два сохранившихся строения: главный дом и флигель. Комплекс усадьбы относится к распространённому типу небольших городских усадеб Нижнего Новгорода, принадлежавших горожанам среднего достатка.                  

## История
Территория, где в будущем расположилась усадьба, расположена на южной границе исторической части Нижнего Новгорода, начало застройки которой относят к середине XIX века. После приезд в город императора Николая I, губернской строительной комиссией был разработан план мероприятий по обустройству Нижнего Новгорода, а губернский архитектор И. Е. Ефимов и инженер П. Д. Готман создали план с расширением территории города в южном направлении, утверждённый в 1839 году. На месте старых канатных заводов, существовавших с 1787 по 1824 года, стал формироваться новый селитебный район. На восток от Новой, или Новобазарной площади (пл. Максима Горького) была проложена улица Новая. Новая деревянная застройка по улице была зафиксирована уже на плане города от 1859 года. По северной стороне 160-го квартала, ещё только формировавшегося, на перекрёстке улиц Новой и Канатной (с 1928 года — Короленко), выходила застройка двух владений. Эти участки с 1846 года принадлежали солдатке Варваре Власьевне Бердиниковой (Бередниковой).
В 1846 году Нижегородская городская управа выдала солдатке В. В. Бердиниковой разрешение на строительство деревянных дома и флигеля на участке земли на углу улиц Новой и Канатной. Возводимые здания располагались в его северной части. Главный дом строили непосредственно на углу, флигель — севернее, фасадом на улицу Новую. Между ними размещалась ограда с воротами и двумя калитками. Оба небольших здания были выдержаны в формах позднего классицизма, с сдержанным декором.  
В 1859 году В. В. Бердиникова подала прошение на строительство деревянного дома с мезонином и служб в южной части усадьбы, фасадами на Канатную улицу. Северная часть участка со старым домом и флигелем к тому времени уже была продана. Главный дом усадьбы (ул. Корленко, 13/20) сохранился, но уже в перестроенном виде, вероятно, во второй половине XIX века. Старый флигель новые владельцы снесли и выстроили новый (ул. Новая, 20А), однако точное время строительства и имена владельцев неизвестны. Судя по архитектурному решению, новый флигель возведён в конце XIX века.        
В 2019 году главный дом усадьбы был отремонтирован в ходе волонтёрского фестиваля «Том Сойер Фест». В 2020 году приказом Управления государственной охраны объектов культурного наследия Нижегородской области дом был признан объектом культурного наследия регионального значения.                                           

## Архитектура
Комплекс усадьбы относится к распространённому типу небольших городских усадеб Нижнего Новгорода, принадлежавших горожанам среднего достатка. 
- Главный дом

Главный дом усадьбы представляет собой редкий для Нижнего Новгорода образец жилой архитектуры, композиция главного фасада которого следует традиции позднего классицизма и образцовым проектам первой половины XIX века, с декором фасадов в формах эклектики второй половины XIX века. Главный фасад решён в три оси света, завершён треугольным фронтоном со сдвоенным чердачным окном в тимпане. Фронтон оформлен по краям внешним профилем, края тимпана — рядом мелких зубчиков. Стены венчает неполный антаблемент. Филенчатые лопатки на постаментах выделяют выступы угловых венцов. Окна декорированы наличниками с накладной резьбой из двух раппортов растительного характера.          
- Флигель

Флигель усадьбы — яркий пример жилой деревянной архитектуры периода эклектики с богатым декором фасадов.                                                          

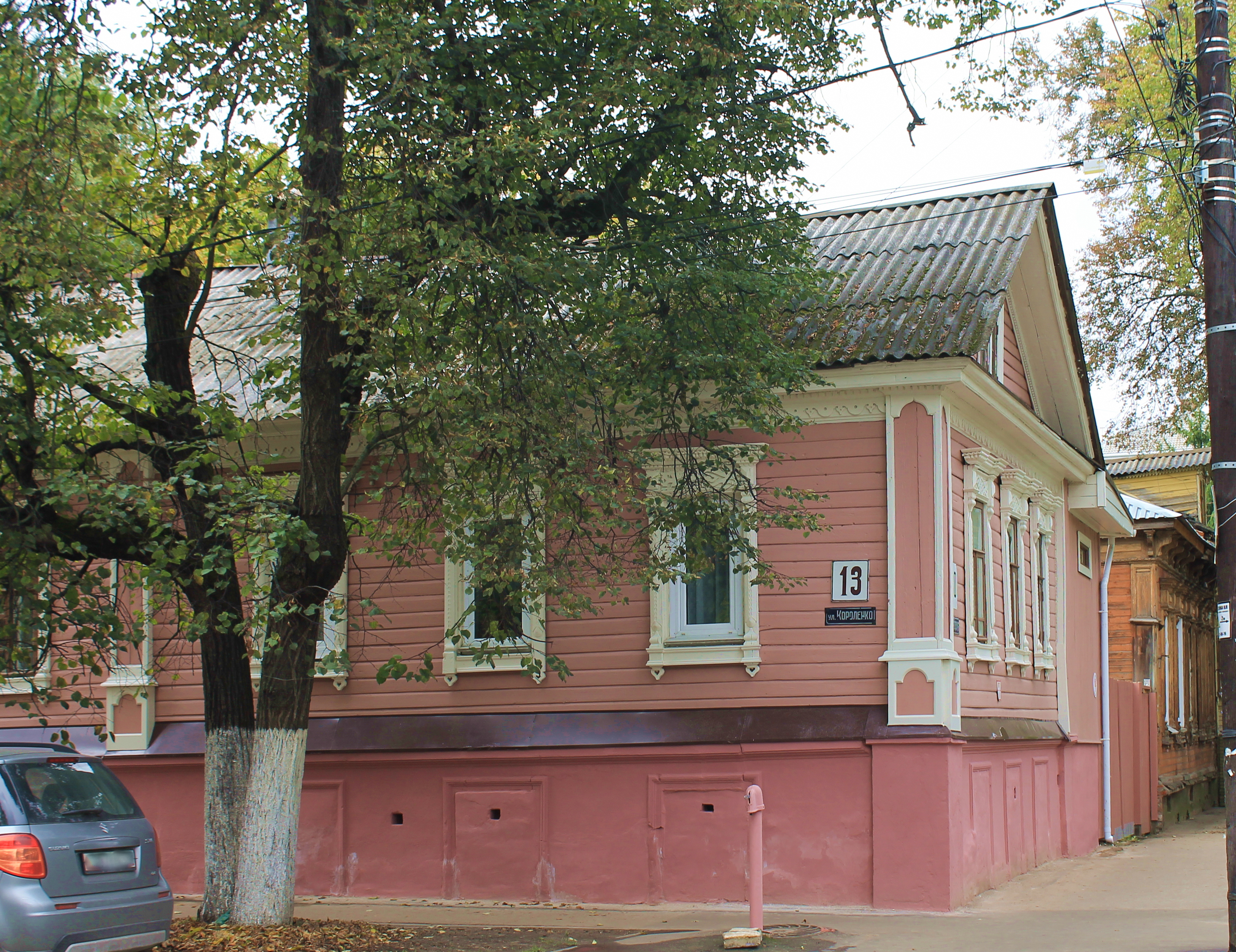
Главный дом.
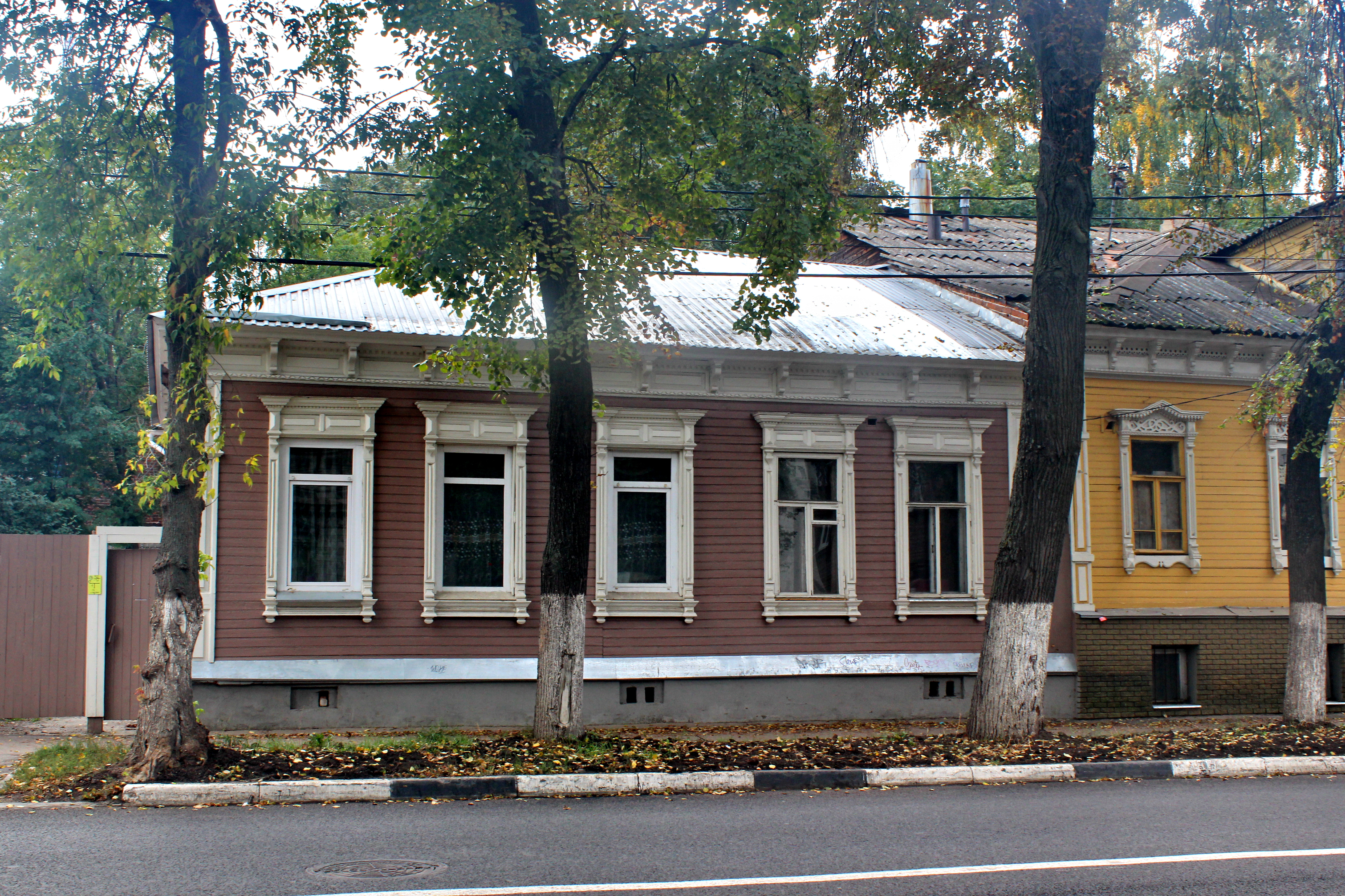
Флигель.